# Yahanbajt Tofig
Yahanbajt Tofig (Azerbaiyán iraní, Irán, 9 de febrero de 1931-1970) fue un deportista iraní especialista en lucha libre olímpica donde llegó a ser medallista de bronce olímpico en Helsinki 1952.

## Carrera deportiva
En los Juegos Olímpicos de 1952 celebrados en Helsinki ganó la medalla de bronce en lucha libre olímpica estilo peso ligero, tras el sueco Olle Anderberg (oro) y el estadounidense Jay Thomas Evans (plata).